# Alouatta seniculus juara
Alouatta seniculus juara is een zoogdier uit de familie van de grijpstaartapen (Atelidae). De wetenschappelijke naam van de soort werd voor het eerst geldig gepubliceerd door Elliot in 1910. Deze ondersoort werd vroeger als aparte soort gerekend, maar is erg nauw verwant aan de rode brulaap en wordt dus als ondersoort gerekend.

## Voorkomen
De soort komt voor in Brazilië en Peru.